# تعريف دائري

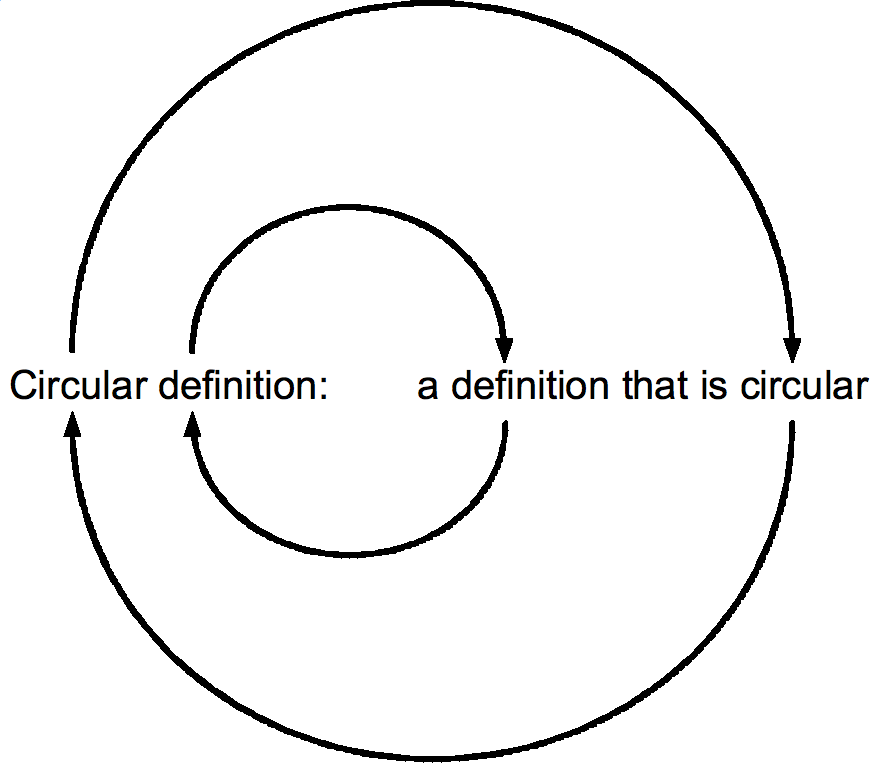

التعريف الدائري (بالإنجليزية: Circular Definition) هو الحالة التي تحدث عندما يظهر المُعرّف نفسه في التعريف، بطريقة تجعل من التعريف لا يقدم توضيحا للشيء الذي يعرفه، بقدر ما يكرر ذكره فقط، مثل أن يكون تعريف الفلسفة: النشاط الذي يمارسه الفلاسفة، إذ لا يقدم التعريف أي شرح حقيقي لمعنى الفلسفة، وهو ما يسمى بالتعريف الدائري.

## أمثلة
- الإجهاد العصبي هو «ردود الفعل الجسدية والنفسية في المواقف المجهدة عصبيا» | لا يقدم التعريف شرح لمعنى الإجهاد العصبي.
- السرعة هي «الحركة بسرعة، أو تحول الحركة من بطيئة إلى سريعة» | يتكرر ظهور المعرف في التعريف دون توضيح لمعناه.
- المادة الجدلية هي «المادة التي تتضمن أفكارا جدلية» | لم يتم توضيح المعنى بقدر تكرار المعرف.